# The Midnight Special and Other Southern Prison Songs
《The Midnight Special and Other Southern Prison Songs》는 레드 벨리와 골든 게이트 콰르텟이 1941년 발매한 정규 음반이다. 1940년 뉴저지주의 캠던에서 녹음하여 빅터 레코드를 통해 발매하였다.
1939년, 레드 벨리는 맨해튼에서 한 남자를 칼로 찌르면서 폭행죄로 감옥에 수감되었다. 빅터 레코드에서 포크 음악을 만들던 민족음악가인 앨런 로맥스는 레드 벨리의 법적 비용을 마련하는 데 도움을 주었다. 원래는 감옥에서 노래를 녹음하기로 하였으나, 녹음실로 바뀌게 되었다. 로맥스는 조금 더 감옥의 느낌을 내게 하기 위해서 골든 게이트 콰르텟이 음반에 참여토록 하는 것을 제안하였다. 하지만 골든 게이트 콰르텟은 전문적인 노래를 하는 그룹이었고, 레드 벨리는 죄수 느낌이 나게 노래를 가르쳤다. 이 음반에는 총 3개의 디스크, 6개의 면에 녹음이 되어 있다.

## 트랙 리스트
| #  | 제목                      | 재생 시간 |
| -- | ------------------------- | --------- |
| 1. | 〈Midnight Special〉      |           |
| 2. | 〈Ham and Eggs〉          |           |
| 3. | 〈Grey Goose〉            |           |
| 4. | 〈Stewball〉              |           |
| 5. | 〈Pick a Bale of Cotton〉 |           |
| 6. | 〈Alabama Bound〉         |           |